# Valmir Louruz
Valmir Louruz, né le 13 mars 1944 à Porto Alegre où il est mort le 29 avril 2015, est un footballeur et entraîneur de football brésilien. Au cours de sa carrière de joueur, il évoluait au poste de défenseur.

## Biographie
Valmir Louruz a une très longue carrière d'entraîneur. Il officie majoritairement au Brésil.
Il est le sélectionneur de l'équipe du Koweït olympique lors des Jeux olympiques d'été de 1992.

## Palmarès

### Joueur
- Vainqueur du Campeonato Gaúcho en 1969, 1970 et 1971 avec le SC Internacional

### Entraîneur
- Vainqueur du Campeonato Alagoano en 1984 avec le Centro Sportivo Alagoano
- Vainqueur du Campeonato Baiano en 1989 avec Vitória
- Vainqueur de la Coupe de la Ligue japonaise en 1998 avec le Júbilo Iwata
- Vainqueur de la Coupe du Brésil en 1999 avec la Juventude